# Mastek

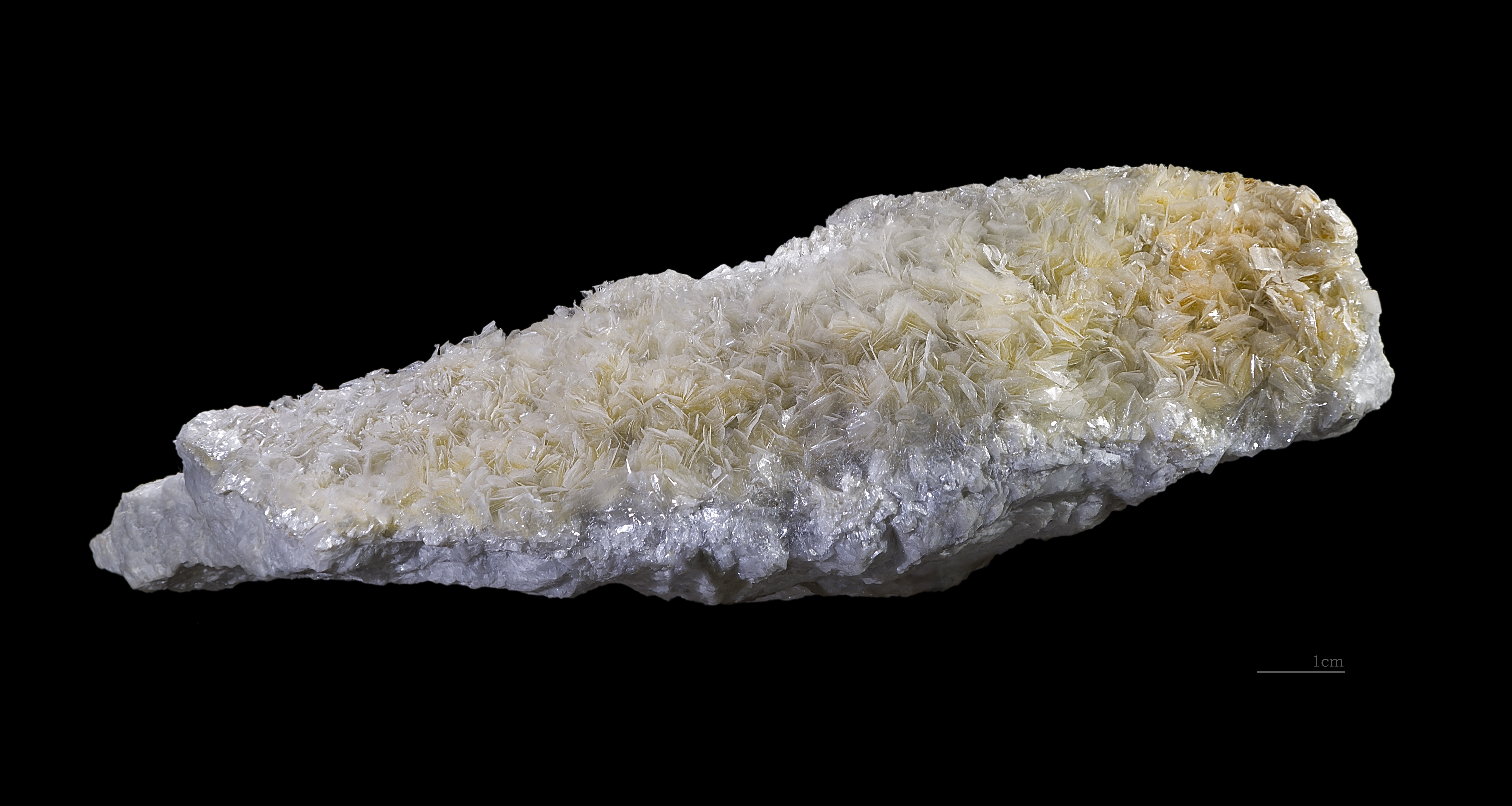
Mastek

Mastek (talek, steatit, klouzek), chemický vzorec Mg3Si4O10(OH)2, je jednoklonný minerál. Český název je podle vlastnosti – je na omak mastný, jinak z arabského slova talq – talek.

## Vznik
Mastek vzniká nejčastěji v okolí hydrotermálních alterovaných ultrabazik, které jsou zastoupeny v serpentinitech, mastkových břidlicích, či v souvislosti s karbonátovými horninami, kde vzniká z olivínu, enstatitu a jiných minerálů bohatých na hořčík působením roztoků bohatých na CO2. Možnost výskytu také na hydrotermálních rudných žilách a nebo v okolí kontaktních a regionálních metamorfóz dolomitů, kdy vznikají velká čočkovitá tělesa mastku, známá z největších ložisek světa (New York, Vermont, Virginie, Ontario, Quebec). Při poklesu teploty nahrazuje tremolit a chlorit ve facii zelených břidlic. Ojedinělý v desilikovaných pegmatitech (Drahonín, Hvožďany).

## Morfologie
Nejčastěji lupenitý, šupinatý, drobounce zrnitý až celistvý, možno také najít i radiálně paprsčité tvary. Výjimečně krystaly v podobě šestibokých tabulek.

## Vlastnosti
- Fyzikální vlastnosti: Tvrdost 1 (nejměkčí minerál na stupnici tvrdosti), hustota 2,58 – 2,83 g/cm³,[1][2] dokonale štěpný podle {001}. Odštěpené lupínky mastku jsou pružné, ale neplastické, takže se při deformacích láme. Má nerovný lom. Relativní permitivita εr je 4,1 až 6,4.
- Optické vlastnosti: Barva: bílá, světle zelená až tmavozelená, nahnědlá, nažloutlá nebo tmavomodrá. Lesk skelný, perleťový. Průhledný až průsvitný, vryp bílý.[2]
- Chemické vlastnosti: Složení: Mg 19,23 %, Si 29,62 %, H 0,53 %, O 50,62 %. V kyselinách nerozpustný. Před dmuchavkou se netaví, žíháním tvrdne.
- Jiné vlastnosti: Na dotek mastný, špatný vodič tepla. Elektrickému proudu klade velký odpor a má i absorpční schopnosti pro tuky, barvy a pryskyřice.

## Odrůdy

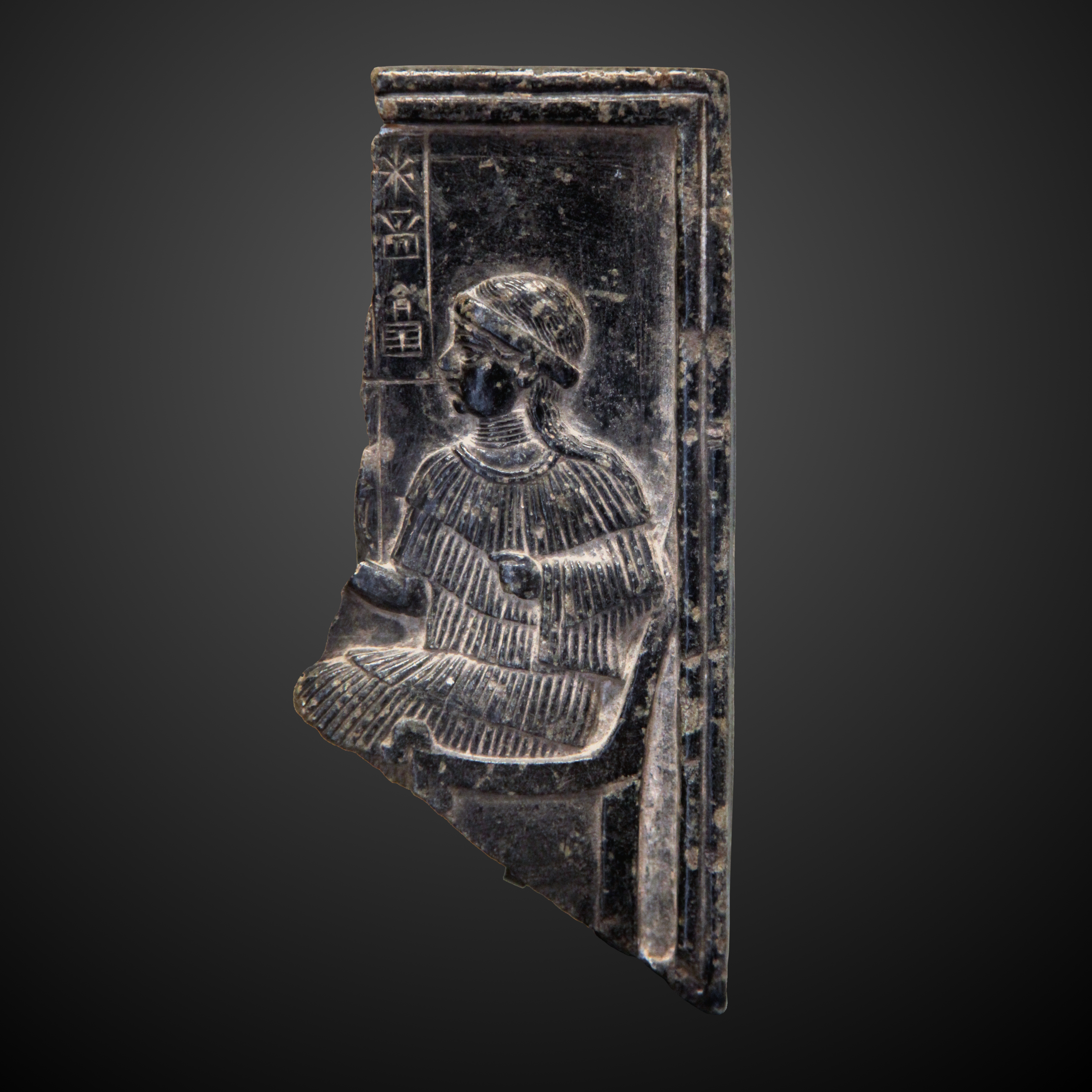
Fragment reliéfu bohyně Ninsun, matky Gilgameše. Paříž, Louvre

- tuček – celistvá odrůda o tvrdosti 1,5
- krupník (hrnčířský kámen) – mastek promíšený s uhličitany a chloridy
- steatit – celistvá odrůda používaná odpradávna k výrobě ozdobných předmětů

## Podobné minerály
- pyrofylit

## Získávání
V minulosti se těžil u Sobotína.

## Využití
Mastek je chemicky velmi odolný a žáruvzdorný. Má široké využití v elektrotechnice, kde se používá na výrobu izolátorů, ve slévárenství a sklářství, kde se používá pro svoji odolnost proti teplotám na vyzdívky. Dále je vzácně využíván ve šperkařství jako příměs do levnějších šperků. Ve farmacii se uplatňuje zvláště čistý, jemně mletý talek jako inertní plnidlo při výrobě tablet. V kožním lékařství se používá jako základ pudrů a potažmo tekutých pudrů, např. v terapii intertriga. Je to ale pravděpodobný karcinogen. Uplatnění nalézá také v chemickém průmyslu, kde se používá jako plnidlo do papíru, barev, gum, kosmetiky (mýdla, linky, antiperspiranty). Ve stavebnictví na výrobu obkladů, desek. Dále se přidává do asfaltu, jako psací materiál, leštidlo a mnoho dalších využití. V Číně se používá na výrobu uměleckých předmětů, které jsou ve světě velmi ceněny. Ve sportu (např. vzpírání) se nanáší na ruce pro zlepšení úchopu náčiní. V Africe se prý z mastku vyráběly dýmky. Mastek také používali Inuité na výrobu svých lamp, různých nádob na vaření a ozdob.

## Naleziště
Hojný minerál.
- v Česku jen vzácně (Sobotín v Hrubém Jeseníku)[4]
- Slovensko – velká ložiska (Hnúšťa, Kokava, Gemerská Poloma, Rožňava)[5]
- Grossgreiner (Tyrolsko) – i tzv. drahý mastek světle zelené barvy
- Lobsdorf (Sasko)
- Turecko
- Čína
- USA – Gouverneur (stát New York)
- Kanada
- Rusko
- a další státy.